# Asche ist reines Weiß
Asche ist reines Weiß (Originaltitel: chinesisch 江湖兒女 / 江湖儿女, Pinyin Jiānghú érnǚ; alternativer Titel: 金錢與愛 / 金钱与爱, englisch Money & Love – „Geld & Liebe“) ist ein chinesischer Spielfilm von Jia Zhangke. Er lief 2018 im Wettbewerb der Filmfestspiele von Cannes. Der chinesische Titel des Films bedeutet „Kinder der Unterwelt“.

## Handlung
Der Film beginnt 2001, zu Beginn des chinesischen Wirtschaftsbooms. Er spielt in der Stadt Datong in der Bergwerksprovinz Shanxi. Zhao Qiao ist mit Guo Bin zusammen, einem Boss der lokalen Verbrecherbande (chinesische Mafia). Als die beiden von einer Jugendgang überfallen werden und Bin brutal zusammengeschlagen wird, feuert Qiao einen Schuss aus Bins Revolver ab. Sie verrät nicht, wem die Waffe gehört, und wandert wegen illegalen Waffenbesitzes für fünf Jahre ins Gefängnis.
Nach ihrer Entlassung, 2006, reist Qiao in die Gegend des Drei-Schluchten-Damms, die damals gerade geflutet wurde. Sie macht Bin ausfindig, der nach seiner Entthronung als Gangsterboss hier als Geschäftsmann arbeitet. Er hat sie nicht im Gefängnis besucht und geht nicht ans Telefon, wenn sie ihn anruft. Mit einem Trick konfrontiert sie ihn, es kommt zu einer Aussprache, sie trennen sich.
Im dritten Teil des Films ist Qiao nach Datong zurückgekehrt und regiert Bins altes Revier als Clanchefin. Bin kehrt ebenfalls zurück – im Rollstuhl. Qiao nimmt Bin auf und pflegt ihn, aber es ist klar, dass die Machtverhältnisse sich umgekehrt haben und ihre Liebe vorbei ist.

## Produktion
Die Rolle der Qiao spielt Zhao Tao, Jia Zhangkes Ehefrau, die fast immer in den Filmen ihres Mannes mitwirkt. Drei Nebenrollen besetzte Jia mit Regisseurskollegen. Für die Kamera war Éric Gautier zuständig, der schon für Patrice Chéreau und Olivier Assayas gearbeitet hat. Zusätzlich verwendet Jia eigenes Archivmaterial.
Jia Zhangke gehört zu einer Gruppe von chinesischen Regisseuren, die in den 1990er Jahren begannen, Filme über das städtische Leben in China zu drehen. Ihre Filme behandeln die sich stetig verändernde Gesellschaft dort. Besonders in Jias Filmen vermischen sich dokumentarische mit fiktionalen Elementen.

## Rezeption

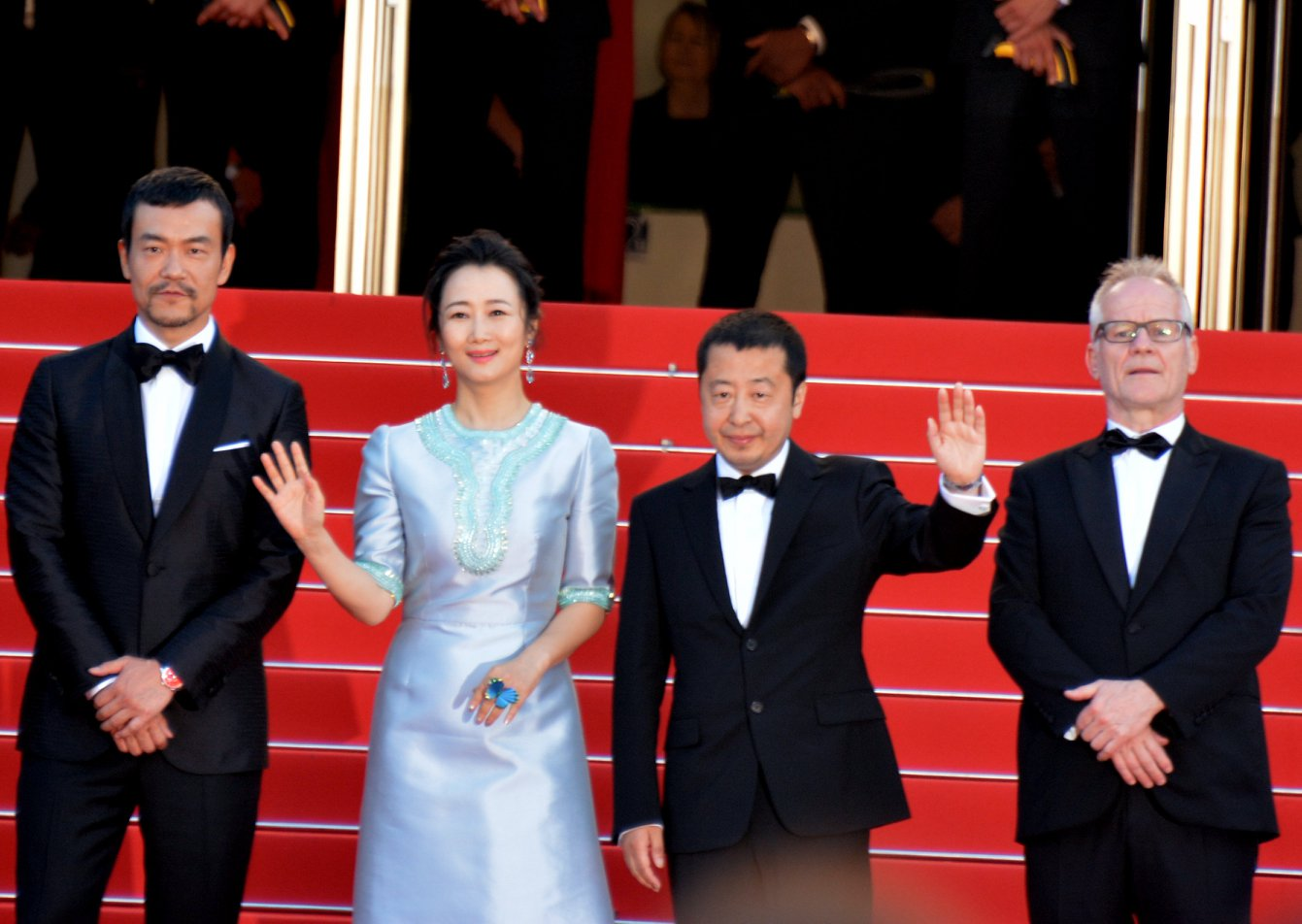
Filmfestspiele in Cannes – Hauptdarsteller (1. & 2. v.l.) Regisseur (3. v. l.), 2018

Der Film überzeugte 99 % der Kritiker bei Rotten Tomatoes und erhielt dort die Durchschnittswertung 8,23 von 10 möglichen Punkten.
Laut Georg Dotzauer vom Tagesspiegel entfaltet Asche ist reines Weiß seine „unwiderstehliche Kraft“ als Porträt einer Frau. Zhao Tao habe noch nie nuancierter gespielt als hier und arbeite dabei nur mit „Winzigkeiten“.
In der Zeit schreibt Georg Seeßlen, dass man den Film als „Mischung aus Gangsterfilm, Roadmovie und Melodram verstehen“ könne, „die in ihrem Kern von der Stärke der Frauen und der Schwäche der Männer handelt“. Gleichzeitig würde die Geschichte des Landes China in den Etappen des inneren und äußeren Umbaus erzählt. Außerdem könne sich jeder auch außerhalb Chinas in den Protagonisten selbst erkennen.
Auf Spiegel Online war Asche ist reines Weiß Anfang März 2019 „Film der Woche“. Dunja Bialas weist im dazugehörigen Artikel auf Verbindungen zu früheren Filmen Zhangkes hin. Der Regisseur entwickle sich stetig weiter und stelle jetzt erstmals eine weibliche Hauptfigur in den Vordergrund.
In der taz schreibt Fabian Tietke, der Film sei „eine Verneigung vor der Leistung, nach einschneidenden Veränderungen wieder auf die Füße zu kommen, ohne das Scheitern an dieser Herausforderung zu verurteilen.“
Im Online-Magazin Film plus Kritik urteilt Christian Klosz: „Am stärksten ist der Film in seinen kurzen, ruhigen Einstellungen, in denen Zhangke seinen Bildern und Darstellern Raum zum Atmen gibt, schöne Einstellungen einfängt, und diese mit betörenden Klängen unterlegt: Dann entstehen kleine, wahrlich bezaubernde cineastische Momente.“

## Trivia
In der ursprünglichen Fassung des Films hatte Regisseur Feng Xiaogang einen kurzen Cameo-Auftritt. Vor der chinesischen Premiere wurden die betreffenden sechs Minuten jedoch herausgeschnitten, da Feng im Zusammenhang mit seinem Film Cell Phone 2 Steuerhinterziehung vorgeworfen wurde.